# Lalla Mimouna
Lalla Mimouna (en arabe : للا ميمونة) est une ville du Maroc. Elle est située dans la région de Rabat-Salé-Kénitra.
Le nom du village vient de Lalla Mimouna, Sainte musulmane du VIIIe siècle célébrée par les juifs marocains.
Émile Dermenghem raconte une anecdote sur Lalla Mimouna : Abd al-Wahid b. Zayd souhaita connaître qui serait son voisin dans le paradis et il lui fut dit : « O 'Abdalwâhid, tu auras pour voisine Mimoûna la noire». Et où est elle, cette Mimoûna la noire—continua-t-il à demander avec plus d'audace que de discrétion. Chez les Banou-Un Tel, à Koûfa. Il se rendit donc à Koûfa et se renseigna sur Mimoûna. C'était, lui dit-on, une folle qui faisait paître des moutons du côté du cimetière. Il la trouva en train de prier. Le troupeau paissait tout seul et cela était d'autant plus merveilleux que les moutons étaient mélangés de loups et que les loups ne mangeaient pas les moutons et que les moutons n'avaient pas peur des loups (...) Comment se fait-il, demande alors Ibn Zeid, que ces loups fassent si bon ménage avec ces moutons? — J'ai amélioré mes rapports avec mon Seigneur et mon Seigneur a amélioré les rapports entre les moutons et les loups.

## Ressources
On trouve à Lalla Mimouna des sources d'eau minérale gazeuse, qui abritent en même temps des musées construit d'une manière artisanale relatant l'histoire de la société marocaine pendant le XVIIIe et le XIXe siècle. Le musée des sources se trouve à Tinejdad, dans la province d'Errachidia, plus exactement sur la route qui mène à tinghir.